# Truist Financial
Truist Financial Corporation è una holding bancaria statunitense con sede nel "Truist Center" a Charlotte, nella Carolina del Nord. La società è stata costituita nel dicembre 2019 a seguito della fusione di BB&T (Branch Banking and Trust Company) e SunTrust Banks.  Opera attraverso Truist Bank, Truist Securities, Truist Insurance Holdings. La banca gestisce 2.781 filiali in 15 stati e Washington e offre servizi bancari commerciali e di consumo, intermediazione di titoli, gestione patrimoniale, mutui e prodotti e servizi assicurativi. È nella lista delle banche più grandi degli Stati Uniti per patrimonio; ad agosto 2023, è la nona banca più grande con 514 miliardi di dollari di asset.  A partire da gennaio 2021, Truist Insurance Holdings è il settimo broker assicurativo più grande al mondo, con 2,27 miliardi di dollari di entrate annuali.

## Storia

### Storia di BB&T
Nel 1872, Alpheus Branch e Thomas Jefferson Hadley fondarono la banca d'affari Branch and Hadley nella loro città natale di Wilson, nella Carolina del Nord. Dopo molte transazioni, principalmente con agricoltori locali, Branch acquistò le azioni di Hadley nel 1887 e ribattezzò la società Branch and Company, Bankers. Sempre nel 1887, la banca si trasferì nella sua nuova sede in Nash Street, nel centro di Wilson, nella Carolina del Nord.  Due anni dopo, Branch, suo suocero, il generale Joshua Barnes, Hadley e altri tre uomini ottennero un statuto dall'Assemblea generale della Carolina del Nord per gestire la Wilson Banking and Trust Company. Dopo molti altri cambi di nome, la società scelse finalmente il nome Branch Banking and Trust Company (BB&T). Branch rimase membro attivo della società fino alla sua morte nel 1893. Il Branch Banking and Trust Company Building del 1903 a Wilson fu inserito nel Registro nazionale dei luoghi storici nel 1978. 
BB&T vendette Liberty Bonds durante la prima guerra mondiale e nel 1923 crebbe fino ad avere un patrimonio di oltre 4 milioni di dollari. BB&T Insurance Services fu aggiunto nel 1922 e una divisione mutui fu aggiunta nel 1923. Anche se le banche negli Stati Uniti fallirono a causa del crollo del mercato azionario del 1929, BB&T sopravvisse; l'unico nella città di Wilson.

### Storia della Southern National Bank
Nel 1897, la Bank of Lumberton fu fondata da Angus Mclean a Lumberton, nella Carolina del Nord, il predecessore della Southern National. Il consiglio era composto da membri di Lumberton, Rockingham, North Carolina e Bennettsville, South Carolina. Thomas McNeill fu stato scelto per essere il primo presidente della banca. Si dimise un anno dopo, quando venne nominato giudice. Diventò quindi Angus Mclean che non si considerava semplicemente un banchiere, voleva costruire aziende che avessero un buon ritorno sugli investimenti, creassero posti di lavoro e apportassero benefici alle comunità in cui operavano. Nel 1955 Hector MacLean, figlio di Angus Mclean, fu nominato presidente. La Bank of Lumberton cambiò nome in Southern National Bank nel 1959.
Nel 1979, la Carolina State Bank di Gastonia, fondata nel 1971, entrò a far parte della Southern National. Nel 1982, la Southern National rilevò la Forsyth Bank & Trust con sede a Winston-Salem, guidata da Glenn Orr.  Nel 1985, la Southern National aveva un patrimonio di 1,5 miliardi di dollari e 99 filiali in 26 contee.  Nel 1986, la Southern National Corporation entrò nella Carolina del Sud con l'acquisto di 10 milioni di dollari della Horry County National Bank di Loris. Nello stesso anno, Southern National acquisì per 5,6 milioni di dollari la First Palmetto Bancshares Corp. di Columbia e per 9,75 milioni di dollari Capital Bank and Trust Co. di Belton. All'epoca la Southern National era la settima società bancaria più grande della Carolina del Nord.  Sempre nel 1986, la Southern National vendette la sua Southern National Mortgage Co. alla NCNB per circa 7 milioni di dollari. Soldi utilizzati per le acquisizioni nella Carolina del Sud.
Nel 1990 Hector MacLean si ritirò dalla banca. Durante la sua presidenza, la banca cambiò nome, crebbe da 3 milioni di dollari di asset a 3,3 miliardi di dollari e raggiunse 148 filiali. Il successore fu Glenn Orr. All'inizio del 1993, la Southern National completò l'acquisto della First Federal Savings Bank a Winston-Salem.  Le operazioni bancarie della nella Carolina del Nord iniziarono a trasferirsi a Winston-Salem, anche se Orr e la sede aziendale rimasero a Lumberton. Uno dei motivi del trasloco era il One Triad Park di 20 piani e 22.200 mq. Poiché il Southern National occupava 7.400 mq su otto piani, il nome dell'edificio cambiò in Southern National Financial Center il 3 maggio.
Sempre nel 1993, la Southern National rilevò la East Coast Federal Savings Bank con sede a Goldsboro, con 256 milioni di dollari in attività. Orr la definì "una delle migliori casse di risparmio dello stato". Sempre quell'anno la Southern National acquisì la First Savings Bank, FSB, con sede a Greenville, nella Carolina del Sud. Con poco più di 2 miliardi di dollari di asset, era il terzo più grande istituto finanziario della Carolina del Sud. Orr, insieme al presidente di BB&T John Allison, ha contribuito a facilitare la fusione di BB&T della Southern National.

### Fusione BB&T e Southern National Bank
Nel 1995, BB&T si fuse con la Southern National Bank per l'equivalente azionario di 2,2 miliardi di dollari. Nel complesso si trattava di 535 agenzie e 8.700 dipendenti, ma a causa della fusione 70 agenzie vennero poi chiuse e i posti di lavoro tagliati del 10%. Il 19 maggio 1997, Southern National Corp. cambiò il suo nome in BB&T Corp. e il suo simbolo azionario SN in BBT. 
Nel 2006 BB&T rilevò, per 3,941 miliardi di dollari, Coastal Financial, una banca presente sulla costa della Carolina del Sud con 24 filiali.
Il 15 agosto 2009, BB&T comprò gli attivi di Colonial Bank in accordo con la FDIC, in seguito al fallimento di Colonial Bank, uno dei più grandi fallimenti della crisi finanziaria del 2008. Al momento dell'acquisto, Colonial aveva 346 filiali in Alabama, Florida, Georgia, Nevada e Texas. In seguito a questa acquisizione BB&T contava 1.800 agenzie. Successivamente BB&T cedette l'attività bancaria del Nevada.
Nel 2011 BB&T acquisì BankAtlantic, banca presente nell'area metropolitana di Miami. Nell'agosto 2014, Citigroup vendette 41 agenzie in Texas a BB&T, dopo la cessione nel dicembre 2013 di altre 21 agenzie nel Texas. A seguito di questa acquisizione BB&T conta 123 agenzie in Texas.
Nel settembre 2014, BB&T ha acquisito la Bank of Kentucky (32 filiali) per 363 milioni di dollari.  Due mesi più tardi, nel novembre 2014, BB&T preso il controllo di Susquehanna, banca americana presente in Pennsylvania, Maryland, New Jersey e Virginia Occidentale per 2,5 miliardi di dollari.  Nell'aprile 2016, BB&T ha comprato National Penn Bancshares per 1,8 miliardi di dollari, pagabili al 70% in azioni e al 30% in contanti. National Penn Bancshares ha 124 filiali in Pennsylvania, New Jersey e Maryland.

### Fusione BB&T e SunTrust
Il 7 febbraio 2019 l'annuncio che BB&T con sede a Winston-Salem e SunTrust Banks con sede ad Atlanta si sarebbero unite in una fusione per creare l'ottava banca più grande degli Stati Uniti, sede a Charlotte, 10 milioni di clienti, 442 miliardi di attivi, 301 miliardi di crediti e 324 miliardi di depositi. Agli azionisti BB&T il 57% della nuova società, agli azionisti SunTrust il 43%..
Si è trattato del più grande accordo bancario dalla crisi finanziaria del 2007-2009. SunTrust, l'ultima grande banca con sede ad Atlanta, la capitale finanziaria del Sud per gran parte del XX secolo, era la combinazione di tre società: due banche, una con sede in Georgia (Trust Company of Georgia) e l'altra con sede in Florida (Sun Bank), e una società di investimento (The Robinson-Humphrey Company).
La società risultante dalla fusione prese il nome di Truist Financial Corporation. Ma il nuovo nome, frutto di una ricerca, attirò critiche sui social media da parte di analisti e clienti di entrambe le banche sui social media. Il 17 giugno 2019, la Truliant Federal Credit Union di Winston-Salem intentò una causa per "violazione del marchio", lamentandosi di una possibile confusione tra i rispettivi nomi delle due società, compresi i prodotti Truliant con "Tru" nel nome. Le parti concordarono di respingere le richieste il 5 agosto 2020 e la causa venne chiusa il giorno successivo.
La fusione è stata completata alla mezzanotte del 6 dicembre 2019. SunTrust Bank si è fusa in Branch Banking & Trust Company, formando Truist Bank. Il CEO di BB&T, Kelly King, ha mantenuto la stessa posizione nella nuova società. Ai clienti di entrambe le banche è stato concesso l'accesso gratuito a tutti gli sportelli bancomat di Truist.
L'11 dicembre 2019, Truist ha esercitato ufficialmente la sua opzione per l'acquisto della Hearst Tower nel centro di Charlotte da Cousins Properties.  Truist ha trasferito la sua sede aziendale alla Hearst Tower, poi ribattezzata Truist Center.
Truist ha presentato il suo logo nel gennaio 2020, con due T che rappresentano tocco e tecnologia e una sfumatura di viola che combina il blu di SunTrust e il bordeaux di BB&T. Nel novembre 2020, la banca ha utilizzato elicotteri per sollevare quattro segnali sulla cima dell'ex Hearst Tower. Il marchio "Truist" appare sui lati dell'edificio in North Tryon Street e North College Street, mentre gli altri due lati mostrano il logo Truist. Questa segnaletica ha causato molte polemiche, persino accuse di atti di vandalismo.
Nel febbraio 2020, Truist ha creato una fondazione senza scopo di lucro chiamata Truist Foundation. Nell'agosto 2021, Truist ha acquisito la filiale di ECN Capital, un'azienda specializzata nei crediti per 2 miliardi di dollari.